# Sweetest Thing
«Sweetest Thing» — песня группы U2, выпущенная в 1987 году в качестве би-сайда к синглу «Where the Streets Have No Name».
Позднее песня была перезаписана и переиздана в качестве сингла, предваряющего сборник The Best of 1980–1990 1998 года.

## Обзор
Песня была написана Боно в качестве извинения его жене Элисон Хьюсон за то, что день её рождения ему пришлось провести в студии, во время записи альбома The Joshua Tree. По просьбе Элисон, вся прибыль от продажи сингла была переведена на счёт благотворительной организации Chernobyl Children's Project International, помогающей жертвам чернобыльской аварии.
Версия песни в исполнении нью-йоркского госпел-хора The New Voices of Freedom звучит в саундтреке фильма «Новая рождественская сказка» 1988 года, с Биллом Мюрреем в главной роли. Она была записана после совместного исполнения U2 с хором песни «I Still Haven't Found What I'm Looking For» в Медисон-сквер-гарден, эта запись вошла в альбом Rattle and Hum, выпущенный в 1988 году.
Сингл был выпущен 20 октября 1998 года в двух форматах: аудиокассета, содержащая помимо самой песни, концертную версию песни «Twilight» из первого альбома Boy, и 3 варианта CD-диска. В первый вариант, помимо «Twilight» была добавлена концертная версия «An Cat Dubh/Into the Heart» с первого альбома, обе песни записаны на концерте в Ред-Рокс 5 июня 1983 года. Во вторую версию вошли концертные версии песен «Stories for Boys» и «Out of Control» из первого альбома, записанные 6 марта 1981 года в Бостоне. Японская версия диска в качестве би-сайда содержит песню «With or Without You» из альбома The Joshua Tree, также выходившую в качестве сингла.
Для раскрутки сингла, в 1998 году Island Records распространяла в Европе шоколадные батончики «Sweetest Thing», с дизайном в виде обложки. Песня достигла вершины чартов в Ирландии и Канаде, в британском Топ-40 третью позицию, в Австралии шестую. Достижения в США были скромнее, в чарте Billboard Hot 100 сингл ограничился 63 позицией, в чарте Modern Rock Tracks девятой, и 31 позицией в чарте Mainstream Rock Tracks.
Во время тура Elevation Tour 2001 года, группа исполнила песню около тридцати раз, когда Боно играл фортепианные партии Эджа. Песня звучала в короткометражном фильме «Sightings of Bono» и в фильме «Миллионер поневоле».

## Видеоклип
Режиссёром видеоклипа стал Кевин Годли из группы 10cc, ранее уже работавший с U2, а также снимавший клипы для Брайана Адамса, Стинга, Erasure и Blur.
Клип представляет собой поездку Боно и его жены Элисон на карете через дублинскую площадь Фитцвилльям Плэйс и улицы Нижний и Верхний Фитцвилльям стрит. В клипе снялись участники танцевального степ-шоу Riverdance, участники бойс-бэнда Boyzone, ирландский боксёр Стив Коллинс, The Artane Boys Band, и Chippendales. Также в клипе снялись все участники U2, брат Боно Норман Хьюсон и брат Эджа Дик Эванс.

## Список композиций
| №  | Название                                      | Длительность |
| -- | --------------------------------------------- | ------------ |
| 1. | «Sweetest Thing» (Single Mix)                 | 3:00         |
| 2. | «Twilight» (Live from Red Rocks, 5 июня 1983) | 4:29         |

| №  | Название                                                          | Длительность |
| -- | ----------------------------------------------------------------- | ------------ |
| 1. | «Sweetest Thing» (Single Mix)                                     | 3:00         |
| 2. | «Twilight» (Live from Red Rocks, 5 июня 1983)                     | 4:29         |
| 3. | «An Cat Dubh / Into the Heart» (Live from Red Rocks, 5 июня 1983) | 7:14         |

На задней обложке третий трек обозначен как просто концертная версия «An Cat Dubh».
| №  | Название                                            | Длительность |
| -- | --------------------------------------------------- | ------------ |
| 1. | «Sweetest Thing» (Single Mix)                       | 3:00         |
| 2. | «Stories for Boys» (Live from Boston, 6 марта 1981) | 3:02         |
| 3. | «Out of Control» (Live from Boston, 6 марта 1981)   | 4:25         |

| №  | Название                      | Длительность |
| -- | ----------------------------- | ------------ |
| 1. | «Sweetest Thing» (Single Mix) | 3:00         |
| 2. | «With or Without You»         | 4:56         |